# جورج بارني
جورج بارني (بالإنجليزية: George Barney) هو مهندس أسترالي، ولد في 19 مايو 1792، وتوفي في 16 أبريل 1862.